# كلاسيك بروج دي بان للسيدات 2023
كلاسيك بروج دي بان للسيدات 2023 (بالفرنسية: Classic Bruges-La Panne féminine 2023) هو سباق دراجات هوائية، وهو الموسم السادس من ثلاثة أيام من دي بان للسيدات ‏، وأقيم في 23 مارس 2023 ضمن سباقات طواف العالم للدراجات للسيدات 2023، وشارك فيه  117 متسابقاً ووصل إلى نهايته  89 متسابقاً.
فاز بالمركز الأول فايفر جورجي، وفاز بالمركز الثاني إليسا بالسامو، وفاز بالمركز الثالث، وتصدر تصنيف طواف العالم لورينا ويبيس.

## الفرق
| فرق سيدات عالمية (13)- كانيون–إس آر إيه إم ريسينغ 2023 ‏ - فريق سنويب للسيدات ‏ - FDJ–Suez ‏ - بلانتور بورا سيلينج تيم ‏ - رالي سايكلنج 2023 ‏ - فريق كوجياس ميتلر لوك برو للدراجات ‏ - ليف ريسينغ ‏ - موفيستار للسيدات ‏ - Lidl–Trek (women's team) ‏ - Liv AlUla Jayco ‏ - إس دي وركس 2023 ‏ - يو أي أيه تيم 2023 ‏ - فريق أونو إكس برو للدراجات للسيدات 2023 ‏ فرق دراجات قارية سيدات (8)- إن إكس تي جي ريسينغ ‏ - Ceratizit Pro Cycling ‏ - تيم كوب هايتك بوردكتس ‏ - بنجوال شوفالمير ‏ - دروبز ‏ - لوتو بيليسول للسيدات ‏ - باركهوتل فالكنبورغ 2023 ‏ - Proximus-Alphamotorhomes-Doltcini CT‏ |  |
| |  |

## المشاركون
| Lidl–Trek (women's team) ‏ TFS | Lidl–Trek (women's team) ‏ TFS | Lidl–Trek (women's team) ‏ TFS |
| ----------------------------- | ----------------------------- | ----------------------------- |
| م                             | عداء                          | مرتبة                         |
| 1                             | إليسا بالسامو (طريق)          | 2                             |
| 2                             | لوسيندا براند                 | 29                            |
| 3                             | Elynor Bäckstedt ‏             | 75                            |
| 4                             | Ilaria Sanguineti ‏            | 10                            |
| 5                             | ليزا كلاين                    | 56                            |

| إس دي وركس ‏ SDW | إس دي وركس ‏ SDW       | إس دي وركس ‏ SDW |
| --------------- | --------------------- | --------------- |
| م               | عداء                  | مرتبة           |
| 11              | لورينا ويبيس (طريق)   | 3               |
| 12              | كريستين ماجروس (طريق) | 17              |
| 14              | Anna Shackley ‏        | 28              |
| 15              | Lonneke Uneken ‏       | 30              |

| يو أي أيه تيم ‏ UAD | يو أي أيه تيم ‏ UAD   | يو أي أيه تيم ‏ UAD |
| ------------------ | -------------------- | ------------------ |
| م                  | عداء                 | مرتبة              |
| 21                 | مارتا باستيانيلي     | 32                 |
| 22                 | إليزابيث هولدن       | 73                 |
| 23                 | كيارا كونسوني        | 9                  |
| 24                 | Eleonora Gasparrini ‏ | 33                 |
| 25                 | Laura Tomasi ‏        | 61                 |
| 26                 | Anna Trevisi ‏        | 31                 |

| رالي سايكلنج ‏ HPW | رالي سايكلنج ‏ HPW        | رالي سايكلنج ‏ HPW |
| ----------------- | ------------------------ | ----------------- |
| م                 | عداء                     | مرتبة             |
| 31                | Alice Barnes             | لم يكمل السباق    |
| 32                | ميكي كروجر               | 77                |
| 33                | Daria Pikulik ‏           | 89                |
| 34                | Marit Raaijmakers ‏       | 78                |
| 35                | Marjolein van 't Geloof ‏ | 37                |
| 36                | ليلي وليامز              | 76                |

| Liv AlUla Jayco ‏ BEX | Liv AlUla Jayco ‏ BEX | Liv AlUla Jayco ‏ BEX |
| -------------------- | -------------------- | -------------------- |
| م                    | عداء                 | مرتبة                |
| 41                   | جيسيكا ألين          | 72                   |
| 42                   | Ingvild Gåskjenn ‏    | 88                   |
| 43                   | Georgie Howe ‏        | 26                   |
| 44                   | نينا كيسلر           | 41                   |
| 45                   | Amber Pate ‏          | 59                   |
| 46                   | ليتيزيا باتيرنوستر   | لم يكمل السباق       |

| كانيون–إس آر إيه إم ‏ CSR | كانيون–إس آر إيه إم ‏ CSR  | كانيون–إس آر إيه إم ‏ CSR |
| ------------------------ | ------------------------- | ------------------------ |
| م                        | عداء                      | مرتبة                    |
| 52                       | Shari Bossuyt ‏            | 5                        |
| 54                       | تيفاني كرومويل            | 12                       |
| 55                       | Agnieszka Skalniak-Sójka ‏ | 49                       |
| 56                       | Maike van der Duin ‏       | 7                        |

| بلانتور بورا سيلينج تيم ‏ FED | بلانتور بورا سيلينج تيم ‏ FED    | بلانتور بورا سيلينج تيم ‏ FED |
| ---------------------------- | ------------------------------- | ---------------------------- |
| م                            | عداء                            | مرتبة                        |
| 61                           | NED                             | 18                           |
| 62                           | ماريا مارتينز                   | 14                           |
| 63                           | Julie De Wilde ‏                 | لم يكمل السباق               |
| 64                           | Evy Kuijpers ‏                   | 71                           |
| 65                           | Christina Schweinberger ‏ (طريق) | 8                            |
| 66                           | Marthe Truyen ‏                  | 16                           |

| فريق كوجياس ميتلر لوك برو للدراجات ‏ CGS | فريق كوجياس ميتلر لوك برو للدراجات ‏ CGS | فريق كوجياس ميتلر لوك برو للدراجات ‏ CGS |
| --------------------------------------- | --------------------------------------- | --------------------------------------- |
| م                                       | عداء                                    | مرتبة                                   |
| 71                                      | GER                                     | 44                                      |
| 72                                      | Sofia Collinelli ‏                       | 84                                      |
| 73                                      | Fien Delbaere ‏                          | 83                                      |
| 74                                      | Silvia Magri ‏                           | لم يكمل السباق                          |
| 75                                      | Mia Griffin ‏                            | 47                                      |
| 76                                      | Nguyễn Thị Thật ‏ (طريق)                 | لم يكمل السباق                          |

| موفيستار للسيدات ‏ MOV | موفيستار للسيدات ‏ MOV  | موفيستار للسيدات ‏ MOV |
| --------------------- | ---------------------- | --------------------- |
| م                     | عداء                   | مرتبة                 |
| 81                    | أود بيانيك             | 22                    |
| 82                    | أليسيا غونزاليس بلانكو | 27                    |
| 83                    | شيلا جوتيريز           | 74                    |
| 85                    | Lourdes Oyarbide ‏      | 60                    |
| 86                    | غلوريا رودريغيز        | 69                    |

| ليف ريسينغ ‏ LIV | ليف ريسينغ ‏ LIV          | ليف ريسينغ ‏ LIV |
| --------------- | ------------------------ | --------------- |
| م               | عداء                     | مرتبة           |
| 91              | Rachele Barbieri ‏        | 51              |
| 92              | إيفا بورمان              | 86              |
| 93              | Valerie Demey ‏           | 63              |
| 94              | Jeanne Korevaar ‏         | لم يكمل السباق  |
| 95              | Marta Jaskulska ‏         | 13              |
| 96              | Tereza Neumanová ‏ (طريق) | 36              |

| فريق سنويب للسيدات ‏ DSM | فريق سنويب للسيدات ‏ DSM | فريق سنويب للسيدات ‏ DSM |
| ----------------------- | ----------------------- | ----------------------- |
| م                       | عداء                    | مرتبة                   |
| 101                     | فايفر جورجي             | 1                       |
| 102                     | Daniek Hengeveld ‏       | 64                      |
| 103                     | Megan Jastrab ‏          | 4                       |
| 104                     | فرانشيسكا كوش ‏          | 23                      |
| 105                     | Charlotte Kool ‏         | 70                      |
| 106                     | Maeve Plouffe ‏          | لم يكمل السباق          |

| FDJ–Suez ‏ FST | FDJ–Suez ‏ FST     | FDJ–Suez ‏ FST  |
| ------------- | ----------------- | -------------- |
| م             | عداء              | مرتبة          |
| 111           | Clara Copponi ‏    | 15             |
| 112           | أوجيني دوفال      | 53             |
| 113           | إميليا فهلين      | 52             |
| 115           | Victorie Guilman ‏ | 58             |
| 116           | جادي فيل          | لم يكمل السباق |

| فريق أونو إكس برو للدراجات للسيدات ‏ UXT | فريق أونو إكس برو للدراجات للسيدات ‏ UXT | فريق أونو إكس برو للدراجات للسيدات ‏ UXT |
| --------------------------------------- | --------------------------------------- | --------------------------------------- |
| م                                       | عداء                                    | مرتبة                                   |
| 121                                     | Anniina Ahtosalo ‏ (طريق)                | 79                                      |
| 122                                     | أمالي ديديريكسن                         | 6                                       |
| 123                                     | Marte Berg Edseth ‏                      | لم يكمل السباق                          |
| 124                                     | Wilma Olausson ‏                         | لم يكمل السباق                          |
| 125                                     | Julie Norman Leth                       | 11                                      |
| 126                                     | Amalie Lutro ‏                           | 66                                      |

| Ceratizit Pro Cycling ‏ WNT | Ceratizit Pro Cycling ‏ WNT | Ceratizit Pro Cycling ‏ WNT |
| -------------------------- | -------------------------- | -------------------------- |
| م                          | عداء                       | مرتبة                      |
| 131                        | فرانزيسكا بروس             | 42                         |
| 132                        | Mylène de Zoete ‏           | 43                         |
| 133                        | Cédrine Kerbaol ‏           | 19                         |
| 134                        | Martina Fidanza ‏           | 81                         |
| 135                        | Kathrin Schweinberger ‏     | 35                         |
| 136                        | Lea Lin Teutenberg ‏        | 67                         |

| إن إكس تي جي ريسينغ ‏ AGS | إن إكس تي جي ريسينغ ‏ AGS | إن إكس تي جي ريسينغ ‏ AGS |
| ------------------------ | ------------------------ | ------------------------ |
| م                        | عداء                     | مرتبة                    |
| 142                      | Julia Borgström ‏         | 20                       |
| 144                      | رومي كاسبر               | 45                       |
| 145                      | Lone Meertens ‏           | 54                       |
| 146                      | BEL                      | 38                       |

| لوتو بيليسول للسيدات ‏ LDL | لوتو بيليسول للسيدات ‏ LDL | لوتو بيليسول للسيدات ‏ LDL |
| ------------------------- | ------------------------- | ------------------------- |
| م                         | عداء                      | مرتبة                     |
| 151                       | BEL                       | 62                        |
| 152                       | Mette Egtoft Jensen ‏      | لم يكمل السباق            |
| 153                       | Kristýna Burlová ‏         | 34                        |
| 154                       | Katrijn De Clercq ‏        | 40                        |
| 155                       | Mieke Docx ‏               | 50                        |
| 156                       | BEL                       | لم يكمل السباق            |

| بنجوال شوفالمير ‏ DCH | بنجوال شوفالمير ‏ DCH | بنجوال شوفالمير ‏ DCH |
| -------------------- | -------------------- | -------------------- |
| م                    | عداء                 | مرتبة                |
| 161                  | كيلي درويتس          | لم يكمل السباق       |
| 162                  | Danique Braam ‏       | 21                   |
| 163                  | Tara Gins ‏           | لم يكمل السباق       |
| 164                  | Antonia Gröndahl ‏    | 57                   |
| 165                  | Andrea Martinez‏      | لم يكمل السباق       |
| 166                  | Minke Bakker‏         | لم يكمل السباق       |

| دروبز ‏ DRP | دروبز ‏ DRP                 | دروبز ‏ DRP     |
| ---------- | -------------------------- | -------------- |
| م          | عداء                       | مرتبة          |
| 171        | Typhaine Laurance ‏         | لم يكمل السباق |
| 172        | Maddie Leech ‏              | لم يكمل السباق |
| 173        | Kate Richardson (cyclist) ‏ | لم يكمل السباق |
| 174        | Kaja Rysz ‏                 | 24             |
| 175        | April Tacey ‏               | 48             |
| 176        | NED                        | 25             |

| باركهوتل فالكنبورغ ‏ PHV | باركهوتل فالكنبورغ ‏ PHV | باركهوتل فالكنبورغ ‏ PHV |
| ----------------------- | ----------------------- | ----------------------- |
| م                       | عداء                    | مرتبة                   |
| 181                     | Pien Limpens ‏           | لم يكمل السباق          |
| 182                     | Scarlett Souren ‏        | 65                      |
| 183                     | كيرستي فان هافتن        | 39                      |
| 184                     | NED                     | 82                      |
| 185                     | Sofie van Rooijen ‏      | 80                      |
| 186                     | BEL                     | 68                      |

| Proximus-Alphamotorhomes-Doltcini‏ ___ | Proximus-Alphamotorhomes-Doltcini‏ ___ | Proximus-Alphamotorhomes-Doltcini‏ ___ |
| ------------------------------------- | ------------------------------------- | ------------------------------------- |
| م                                     | عداء                                  | مرتبة                                 |
| 191                                   | NED                                   | لم يكمل السباق                        |
| 192                                   | Caren Commissaris‏                     | لم يكمل السباق                        |
| 193                                   | Marga López (cyclist) ‏                | لم يكمل السباق                        |
| 194                                   | Melissa Hofman‏                        | لم يكمل السباق                        |
| 195                                   | Céline van Houtum‏                     | 85                                    |
| 196                                   | Nienke Wasmus ‏                        | لم يكمل السباق                        |

| تيم كوب هايتك بوردكتس ‏ HPU | تيم كوب هايتك بوردكتس ‏ HPU | تيم كوب هايتك بوردكتس ‏ HPU |
| -------------------------- | -------------------------- | -------------------------- |
| م                          | عداء                       | مرتبة                      |
| 201                        | Kerry Jonker ‏              | لم يكمل السباق             |
| 202                        | Georgia Danford‏            | 87                         |
| 203                        | جيسيكا روبرتس              | 55                         |
| 204                        | NOR                        | لم يكمل السباق             |
| 205                        | Sylvie Swinkels ‏           | لم يكمل السباق             |
| 206                        | NOR                        | 46                         |

| Lidl–Trek (women's team) ‏ TFS | Lidl–Trek (women's team) ‏ TFS | Lidl–Trek (women's team) ‏ TFS |
| ----------------------------- | ----------------------------- | ----------------------------- |
| م                             | عداء                          | مرتبة                         |
| 1                             | إليسا بالسامو (طريق)          | 2                             |
| 2                             | لوسيندا براند                 | 29                            |
| 3                             | Elynor Bäckstedt ‏             | 75                            |
| 4                             | Ilaria Sanguineti ‏            | 10                            |
| 5                             | ليزا كلاين                    | 56                            |

| إس دي وركس ‏ SDW | إس دي وركس ‏ SDW       | إس دي وركس ‏ SDW |
| --------------- | --------------------- | --------------- |
| م               | عداء                  | مرتبة           |
| 11              | لورينا ويبيس (طريق)   | 3               |
| 12              | كريستين ماجروس (طريق) | 17              |
| 14              | Anna Shackley ‏        | 28              |
| 15              | Lonneke Uneken ‏       | 30              |

| يو أي أيه تيم ‏ UAD | يو أي أيه تيم ‏ UAD   | يو أي أيه تيم ‏ UAD |
| ------------------ | -------------------- | ------------------ |
| م                  | عداء                 | مرتبة              |
| 21                 | مارتا باستيانيلي     | 32                 |
| 22                 | إليزابيث هولدن       | 73                 |
| 23                 | كيارا كونسوني        | 9                  |
| 24                 | Eleonora Gasparrini ‏ | 33                 |
| 25                 | Laura Tomasi ‏        | 61                 |
| 26                 | Anna Trevisi ‏        | 31                 |

| رالي سايكلنج ‏ HPW | رالي سايكلنج ‏ HPW        | رالي سايكلنج ‏ HPW |
| ----------------- | ------------------------ | ----------------- |
| م                 | عداء                     | مرتبة             |
| 31                | Alice Barnes             | لم يكمل السباق    |
| 32                | ميكي كروجر               | 77                |
| 33                | Daria Pikulik ‏           | 89                |
| 34                | Marit Raaijmakers ‏       | 78                |
| 35                | Marjolein van 't Geloof ‏ | 37                |
| 36                | ليلي وليامز              | 76                |

| Liv AlUla Jayco ‏ BEX | Liv AlUla Jayco ‏ BEX | Liv AlUla Jayco ‏ BEX |
| -------------------- | -------------------- | -------------------- |
| م                    | عداء                 | مرتبة                |
| 41                   | جيسيكا ألين          | 72                   |
| 42                   | Ingvild Gåskjenn ‏    | 88                   |
| 43                   | Georgie Howe ‏        | 26                   |
| 44                   | نينا كيسلر           | 41                   |
| 45                   | Amber Pate ‏          | 59                   |
| 46                   | ليتيزيا باتيرنوستر   | لم يكمل السباق       |

| كانيون–إس آر إيه إم ‏ CSR | كانيون–إس آر إيه إم ‏ CSR  | كانيون–إس آر إيه إم ‏ CSR |
| ------------------------ | ------------------------- | ------------------------ |
| م                        | عداء                      | مرتبة                    |
| 52                       | Shari Bossuyt ‏            | 5                        |
| 54                       | تيفاني كرومويل            | 12                       |
| 55                       | Agnieszka Skalniak-Sójka ‏ | 49                       |
| 56                       | Maike van der Duin ‏       | 7                        |

| بلانتور بورا سيلينج تيم ‏ FED | بلانتور بورا سيلينج تيم ‏ FED    | بلانتور بورا سيلينج تيم ‏ FED |
| ---------------------------- | ------------------------------- | ---------------------------- |
| م                            | عداء                            | مرتبة                        |
| 61                           | NED                             | 18                           |
| 62                           | ماريا مارتينز                   | 14                           |
| 63                           | Julie De Wilde ‏                 | لم يكمل السباق               |
| 64                           | Evy Kuijpers ‏                   | 71                           |
| 65                           | Christina Schweinberger ‏ (طريق) | 8                            |
| 66                           | Marthe Truyen ‏                  | 16                           |

| فريق كوجياس ميتلر لوك برو للدراجات ‏ CGS | فريق كوجياس ميتلر لوك برو للدراجات ‏ CGS | فريق كوجياس ميتلر لوك برو للدراجات ‏ CGS |
| --------------------------------------- | --------------------------------------- | --------------------------------------- |
| م                                       | عداء                                    | مرتبة                                   |
| 71                                      | GER                                     | 44                                      |
| 72                                      | Sofia Collinelli ‏                       | 84                                      |
| 73                                      | Fien Delbaere ‏                          | 83                                      |
| 74                                      | Silvia Magri ‏                           | لم يكمل السباق                          |
| 75                                      | Mia Griffin ‏                            | 47                                      |
| 76                                      | Nguyễn Thị Thật ‏ (طريق)                 | لم يكمل السباق                          |

| موفيستار للسيدات ‏ MOV | موفيستار للسيدات ‏ MOV  | موفيستار للسيدات ‏ MOV |
| --------------------- | ---------------------- | --------------------- |
| م                     | عداء                   | مرتبة                 |
| 81                    | أود بيانيك             | 22                    |
| 82                    | أليسيا غونزاليس بلانكو | 27                    |
| 83                    | شيلا جوتيريز           | 74                    |
| 85                    | Lourdes Oyarbide ‏      | 60                    |
| 86                    | غلوريا رودريغيز        | 69                    |

| ليف ريسينغ ‏ LIV | ليف ريسينغ ‏ LIV          | ليف ريسينغ ‏ LIV |
| --------------- | ------------------------ | --------------- |
| م               | عداء                     | مرتبة           |
| 91              | Rachele Barbieri ‏        | 51              |
| 92              | إيفا بورمان              | 86              |
| 93              | Valerie Demey ‏           | 63              |
| 94              | Jeanne Korevaar ‏         | لم يكمل السباق  |
| 95              | Marta Jaskulska ‏         | 13              |
| 96              | Tereza Neumanová ‏ (طريق) | 36              |

| فريق سنويب للسيدات ‏ DSM | فريق سنويب للسيدات ‏ DSM | فريق سنويب للسيدات ‏ DSM |
| ----------------------- | ----------------------- | ----------------------- |
| م                       | عداء                    | مرتبة                   |
| 101                     | فايفر جورجي             | 1                       |
| 102                     | Daniek Hengeveld ‏       | 64                      |
| 103                     | Megan Jastrab ‏          | 4                       |
| 104                     | فرانشيسكا كوش ‏          | 23                      |
| 105                     | Charlotte Kool ‏         | 70                      |
| 106                     | Maeve Plouffe ‏          | لم يكمل السباق          |

| FDJ–Suez ‏ FST | FDJ–Suez ‏ FST     | FDJ–Suez ‏ FST  |
| ------------- | ----------------- | -------------- |
| م             | عداء              | مرتبة          |
| 111           | Clara Copponi ‏    | 15             |
| 112           | أوجيني دوفال      | 53             |
| 113           | إميليا فهلين      | 52             |
| 115           | Victorie Guilman ‏ | 58             |
| 116           | جادي فيل          | لم يكمل السباق |

| فريق أونو إكس برو للدراجات للسيدات ‏ UXT | فريق أونو إكس برو للدراجات للسيدات ‏ UXT | فريق أونو إكس برو للدراجات للسيدات ‏ UXT |
| --------------------------------------- | --------------------------------------- | --------------------------------------- |
| م                                       | عداء                                    | مرتبة                                   |
| 121                                     | Anniina Ahtosalo ‏ (طريق)                | 79                                      |
| 122                                     | أمالي ديديريكسن                         | 6                                       |
| 123                                     | Marte Berg Edseth ‏                      | لم يكمل السباق                          |
| 124                                     | Wilma Olausson ‏                         | لم يكمل السباق                          |
| 125                                     | Julie Norman Leth                       | 11                                      |
| 126                                     | Amalie Lutro ‏                           | 66                                      |

| Ceratizit Pro Cycling ‏ WNT | Ceratizit Pro Cycling ‏ WNT | Ceratizit Pro Cycling ‏ WNT |
| -------------------------- | -------------------------- | -------------------------- |
| م                          | عداء                       | مرتبة                      |
| 131                        | فرانزيسكا بروس             | 42                         |
| 132                        | Mylène de Zoete ‏           | 43                         |
| 133                        | Cédrine Kerbaol ‏           | 19                         |
| 134                        | Martina Fidanza ‏           | 81                         |
| 135                        | Kathrin Schweinberger ‏     | 35                         |
| 136                        | Lea Lin Teutenberg ‏        | 67                         |

| إن إكس تي جي ريسينغ ‏ AGS | إن إكس تي جي ريسينغ ‏ AGS | إن إكس تي جي ريسينغ ‏ AGS |
| ------------------------ | ------------------------ | ------------------------ |
| م                        | عداء                     | مرتبة                    |
| 142                      | Julia Borgström ‏         | 20                       |
| 144                      | رومي كاسبر               | 45                       |
| 145                      | Lone Meertens ‏           | 54                       |
| 146                      | BEL                      | 38                       |

| لوتو بيليسول للسيدات ‏ LDL | لوتو بيليسول للسيدات ‏ LDL | لوتو بيليسول للسيدات ‏ LDL |
| ------------------------- | ------------------------- | ------------------------- |
| م                         | عداء                      | مرتبة                     |
| 151                       | BEL                       | 62                        |
| 152                       | Mette Egtoft Jensen ‏      | لم يكمل السباق            |
| 153                       | Kristýna Burlová ‏         | 34                        |
| 154                       | Katrijn De Clercq ‏        | 40                        |
| 155                       | Mieke Docx ‏               | 50                        |
| 156                       | BEL                       | لم يكمل السباق            |

| بنجوال شوفالمير ‏ DCH | بنجوال شوفالمير ‏ DCH | بنجوال شوفالمير ‏ DCH |
| -------------------- | -------------------- | -------------------- |
| م                    | عداء                 | مرتبة                |
| 161                  | كيلي درويتس          | لم يكمل السباق       |
| 162                  | Danique Braam ‏       | 21                   |
| 163                  | Tara Gins ‏           | لم يكمل السباق       |
| 164                  | Antonia Gröndahl ‏    | 57                   |
| 165                  | Andrea Martinez‏      | لم يكمل السباق       |
| 166                  | Minke Bakker‏         | لم يكمل السباق       |

| دروبز ‏ DRP | دروبز ‏ DRP                 | دروبز ‏ DRP     |
| ---------- | -------------------------- | -------------- |
| م          | عداء                       | مرتبة          |
| 171        | Typhaine Laurance ‏         | لم يكمل السباق |
| 172        | Maddie Leech ‏              | لم يكمل السباق |
| 173        | Kate Richardson (cyclist) ‏ | لم يكمل السباق |
| 174        | Kaja Rysz ‏                 | 24             |
| 175        | April Tacey ‏               | 48             |
| 176        | NED                        | 25             |

| باركهوتل فالكنبورغ ‏ PHV | باركهوتل فالكنبورغ ‏ PHV | باركهوتل فالكنبورغ ‏ PHV |
| ----------------------- | ----------------------- | ----------------------- |
| م                       | عداء                    | مرتبة                   |
| 181                     | Pien Limpens ‏           | لم يكمل السباق          |
| 182                     | Scarlett Souren ‏        | 65                      |
| 183                     | كيرستي فان هافتن        | 39                      |
| 184                     | NED                     | 82                      |
| 185                     | Sofie van Rooijen ‏      | 80                      |
| 186                     | BEL                     | 68                      |

| Proximus-Alphamotorhomes-Doltcini‏ ___ | Proximus-Alphamotorhomes-Doltcini‏ ___ | Proximus-Alphamotorhomes-Doltcini‏ ___ |
| ------------------------------------- | ------------------------------------- | ------------------------------------- |
| م                                     | عداء                                  | مرتبة                                 |
| 191                                   | NED                                   | لم يكمل السباق                        |
| 192                                   | Caren Commissaris‏                     | لم يكمل السباق                        |
| 193                                   | Marga López (cyclist) ‏                | لم يكمل السباق                        |
| 194                                   | Melissa Hofman‏                        | لم يكمل السباق                        |
| 195                                   | Céline van Houtum‏                     | 85                                    |
| 196                                   | Nienke Wasmus ‏                        | لم يكمل السباق                        |

| تيم كوب هايتك بوردكتس ‏ HPU | تيم كوب هايتك بوردكتس ‏ HPU | تيم كوب هايتك بوردكتس ‏ HPU |
| -------------------------- | -------------------------- | -------------------------- |
| م                          | عداء                       | مرتبة                      |
| 201                        | Kerry Jonker ‏              | لم يكمل السباق             |
| 202                        | Georgia Danford‏            | 87                         |
| 203                        | جيسيكا روبرتس              | 55                         |
| 204                        | NOR                        | لم يكمل السباق             |
| 205                        | Sylvie Swinkels ‏           | لم يكمل السباق             |
| 206                        | NOR                        | 46                         |

## التصنيف العام النهائي
| التصنيف العام | التصنيف العام            | التصنيف العام                       | التصنيف العام | التصنيف العام |
| المتسابقة     | المتسابقة                | الفريق                              | الوقت         |               |
| ------------- | ------------------------ | ----------------------------------- | ------------- | ------------- |
| 1             | فايفر جورجي              | فريق سنويب للسيدات ‏                 | 4 س 17 د 12 ث |               |
| 2             | إليسا بالسامو            | Lidl–Trek (women's team) ‏           | + 1 د 10 ث    |               |
| 3             | لورينا ويبيس             | إس دي وركس ‏                         | + 1 د 10 ث    |               |
| 4             | Megan Jastrab ‏           | فريق سنويب للسيدات ‏                 | + 1 د 10 ث    |               |
| 5             | Shari Bossuyt ‏           | كانيون–إس آر إيه إم ‏                | + 1 د 10 ث    |               |
| 6             | أمالي ديديريكسن          | فريق أونو إكس برو للدراجات للسيدات ‏ | + 1 د 10 ث    |               |
| 7             | Maike van der Duin ‏      | كانيون–إس آر إيه إم ‏                | + 1 د 38 ث    |               |
| 8             | Christina Schweinberger ‏ | بلانتور بورا سيلينج تيم ‏            | + 1 د 39 ث    |               |
| 9             | كيارا كونسوني            | يو أي أيه تيم ‏                      | + 4 د 14 ث    |               |
| 10            | Ilaria Sanguineti ‏       | Lidl–Trek (women's team) ‏           | + 4 د 14 ث    |               |
|               |                          |                                     |               |               |
|               |                          |                                     |               |               |

### تصنيف النقاط
| تصنيف النقاط | تصنيف النقاط       | تصنيف النقاط              | تصنيف النقاط | تصنيف النقاط |
| المتسابقة    | المتسابقة          | الفريق                    | النقاط       |              |
| ------------ | ------------------ | ------------------------- | ------------ | ------------ |
| 1            | لورينا ويبيس       | إس دي وركس ‏               | 1132 نقطة    |              |
| 2            | إليسا بالسامو      | Lidl–Trek (women's team) ‏ | 868 نقطة     |              |
| 3            | أماندا سبرات       | Lidl–Trek (women's team) ‏ | 754 نقطة     |              |
| 4            | لوت كوبيكي         | إس دي وركس ‏               | 720 نقطة     |              |
| 5            | فايفر جورجي        | فريق سنويب للسيدات ‏       | 714 نقطة     |              |
| 6            | غريس براون         | FDJ–Suez ‏                 | 562 نقطة     |              |
| 7            | إليسا ونغو بورغيني | Lidl–Trek (women's team) ‏ | 536 نقطة     |              |
| 8            | Loes Adegeest ‏     | FDJ–Suez ‏                 | 480 نقطة     |              |
| 9            | جورجيا وليامز      | EF Education–Tibco–SVB ‏   | 430 نقطة     |              |
| 10           | Silvia Persico ‏    | يو أي أيه تيم ‏            | 430 نقطة     |              |
|              |                    |                           |              |              |
|              |                    |                           |              |              |

## تصنيف الفرق

### الفرق حسب النقاط
| ترتيب الفرق حسب النقاط | ترتيب الفرق حسب النقاط                   | ترتيب الفرق حسب النقاط | ترتيب الفرق حسب النقاط |
| الفريق                 | الفريق                                   | النقاط                 |                        |
| ---------------------- | ---------------------------------------- | ---------------------- | ---------------------- |
| 1                      | Lidl–Trek (women's team) ‏                | 3184 نقطة              |                        |
| 2                      | إس دي وركس ‏                              | 2771 نقطة              |                        |
| 3                      | FDJ–Suez ‏                                | 2005 نقطة              |                        |
| 4                      | كانيون–إس آر إيه إم ‏                     | 1618 نقطة              |                        |
| 5                      | فريق سنويب للسيدات ‏                      | 1463 نقطة              |                        |
| 6                      | يو أي أيه تيم ‏                           | 1252 نقطة              |                        |
| 7                      | موفيستار للسيدات ‏                        | 1049 نقطة              |                        |
| 8                      | فريق أونو إكس برو للدراجات للسيدات 2023 ‏ | 959 نقطة               |                        |
| 9                      | EF Education–Tibco–SVB ‏                  | 872 نقطة               |                        |
| 10                     | Liv AlUla Jayco ‏                         | 846 نقطة               |                        |
|                        |                                          |                        |                        |
|                        |                                          |                        |                        |

## تصانيف فرعية

### تصنيف أفضل شاب
| تصنيف أفضل شابة | تصنيف أفضل شابة     | تصنيف أفضل شابة           | تصنيف أفضل شابة | تصنيف أفضل شابة |
| المتسابقة       | المتسابقة           | الفريق                    | الوقت           |                 |
| --------------- | ------------------- | ------------------------- | --------------- | --------------- |
| 1               | Maike van der Duin ‏ | كانيون–إس آر إيه إم ‏      |                 |                 |
| 2               | Henrietta Christie ‏ | رالي سايكلنج ‏             |                 |                 |
| 3               | Gaia Realini ‏       | Lidl–Trek (women's team) ‏ |                 |                 |
|                 |                     |                           |                 |                 |
|                 |                     |                           |                 |                 |